# زرماهی‌ها
زَرماهی‌ها (نام علمی: Oreochromis) نام یک سرده از تبار سیکلیدهای تیلاپیایی است.